# Gare de Morges
La gare de Morges est une gare ferroviaire de Suisse, qui se trouve sur la ligne Lausanne–Genève. Elle se situe sur le territoire de la commune de Morges, dans le canton de Vaud.

## Situation ferroviaire
La gare est située au kilomètre 12.5 de la ligne 150 reliant Lausanne à Genève-Aéroport. Elle est aussi le point de départ de la ligne 156 reliant Morges à Bière.
La voie métrique en provenance de Bière est connectée au réseau CFF par l’intermédiaire d’une fosse de transbordement permettant aux wagons à voie normale d’être montés sur des trucks.

## Histoire

### Gare des Chemins de fer fédéraux suisses (CFF)
Dès les premières études par des ingénieurs anglais en 1852, Morges est privilégiée comme tête méridionale de la ligne d'Yverdon, avec une dérivation prévue jusqu'à Lausanne. La Compagnie Ouest-Suisse ouvre ces tronçons en 1855-1856. Si la station terminale est d'abord prévue au Parc, derrière le château, avec un raccordement jusqu'au port, on établit finalement une gare provisoire au Rosey en prévision de la future ligne en direction de Genève (ouverte en 1858). La gare définitive est construite à son emplacement actuel en 1858, avec un raccordement ferroviaire jusqu'au port qui est cependant abandonné en 1862 déjà. Actuellement, la place devant la gare consiste essentiellement en un parking pour les bus régionaux (MBC). Les CFF prévoient de rénover la gare de Morges avec sa place.
La gare a été modifiée à la fin des années 1990. L'escalier central du bâtiment amenant aux guichets a été supprimé, ramenant ces derniers au niveau de la place de la gare. Le bâtiment a été modifié pour recevoir de nouveaux commerces et restaurants. Les voies et quais ont été réaménagés : un quai principal avec une voie 2 pour les trains partant direction Genève, une voie 3 direction Lausanne. Les trains sans arrêt passent majoritairement par ces deux voies. Les voies 1 et 4 sont plutôt destinées au trafic régional et permettent aux trains accueillis d'être dépassés. Les MBC (BAM) utilisent la voie 5 et exceptionnellement une voie 6 avec franchissement piétonnier de la 5.
Lors du changement d'horaire de décembre 2019, les CFF ont mis en place une liaison ferroviaire directe entre Genève et la gare du Châble baptisée « Verbier Express ». Cette liaison circule à hauteur d'un aller-retour par jour les weeks-ends et certains jours fériés en hiver. À l'aller, le train pour le Châble est couplé de Genève-Aéroport à Martigny à un train assurant un service InterRegio 90 de Genève-Aéroport à Brigue. Au retour, le train circule à partir de Saint-Maurice suivant le sillon horaire du train RegioExpress qui circule classiquement à cette heure. Morges est ainsi desservie dans les deux sens, permettant d'aller skier à Verbier à la journée sans rupture de charge,,.
En 2016 des travaux d'adaptation pour une somme de 1,5 million de francs sont exécutés sur les installations de la gare,.
En 2020, des travaux d’entretien et de renouvellement des voies, des aiguillages et des lignes de contact sont réalisés, ils ont pour but d’assurer la fiabilité et la sécurité des installations.

### Gare des Transports de la région Morges-Bière-Cossonay (MBC)
Lors de la naissance de la compagnie de chemin de fer Bière-Apples-Morges, après hésitations pour relier la place d'armes de Bière à l'arc lémanique, la ville de Morges est préférée à Allaman. La commission choisit néanmoins d'opter pour la voie métrique au lieu de la voie normale pour les deux raisons suivantes :
1. La commission estime que les transbordements à Morges seront faibles
2. le tracé opté pour raccorder Bière à Morges favorise l'adoption d'une voie étroite plus légère et moins coûteuse à mettre en place par rapport à la voie normale[8].

Cela implique de ne pas pouvoir utiliser les voies déjà existantes de la ligne du chemin de fer Jura-Simplon, mais d'en construire de nouvelles à côté. De plus, en 1895 un contrat est conclu entre les deux compagnies et l'exploitation de la ligne de Morges à Bière est confiée au JS. Pour l'utilisation de la gare de Morges, la compagnie du BAM paye une redevance de 3 000,00 CHF ainsi que le quinzième des dépenses d'exploitation.
La partie BAM de la gare est électrifiée en 1943 avec le courant pris aux CFF, soit 15 kV monophasé 16,7 Hz.
En plus du trafic voyageurs, la compagnie du BAM transporte aussi des marchandises, notamment issues des exploitations agricoles alentour, soutenues par l'Union des Coopératives Agricoles Romandes (UCAR). Ces dernières sont ensuite distribuées en Suisse par le réseau des CFF. Toutefois, l'écartement différencié des voies reste un problème  Jusqu'en 1965 les marchandises sont transvasées en gare de Morges. Or, une solution plus pratique est étudiée. En 1964, deux trucks-transporteurs sont livrés. Il s'agit de bogies plats à écartement métrique sur lesquels il est possible de charger des wagons dont l'écartement des bogies est de 1 435 mm pour qu'il puisse circuler sur les deux systèmes d'écartement. Une fosse est alors construite en gare de Morges et dès le 12 février 1965 les premiers wagons des CFF roulent sur la ligne du BAM. Le transbordement sur trucks-transporteurs est automatisé depuis 1983 ; la fosse est remplacée par deux nouvelles installations adéquates.
L'origine de la ligne du BAM se situait après la voie 3 dans la gare CFF. Un quai étroit était  construit entre les voies 3 et 4. La voie 4 était particulière puisqu'elle permettait d’accueillir à la fois des trains à écartement normal et métrique. En effet, trois rails étaient posés pour cela.
Dès 2016, le transfert quotidien de gravier entre la ligne du BAM et les CFF se fait via les fosses à rollbocks pour des trains faisant la navette entre la carrière des Délices à Apples et la Balastière à Gland, ceci implique un changement de motrice. Les MBC ont acquis dans ce but une Re 4/4 II pour la navette Morges-Gland.[réf. nécessaire]
En 2023, MBC réalise des travaux d'entretien et de modernisation sur sa ligne et les installations en gare de Morges, notamment le renouvellement de l'une des deux fosses de transbordement nécessaires « pour le gravier, le bois et les véhicules militaires » transportés par le rail.

## Service des voyageurs

### Accueil
En plus des commodités standard présente dans la gare telles que distributeur automatique de produits alimentaires, il y a aussi un établissement de restauration rapide McDonald's, un lidl à proximité, la pharmacie de la gare, un centre médicale d’urgence, un kiosque Relay et une boulangerie-pâtisserie.

### Desserte

Installations et desserte
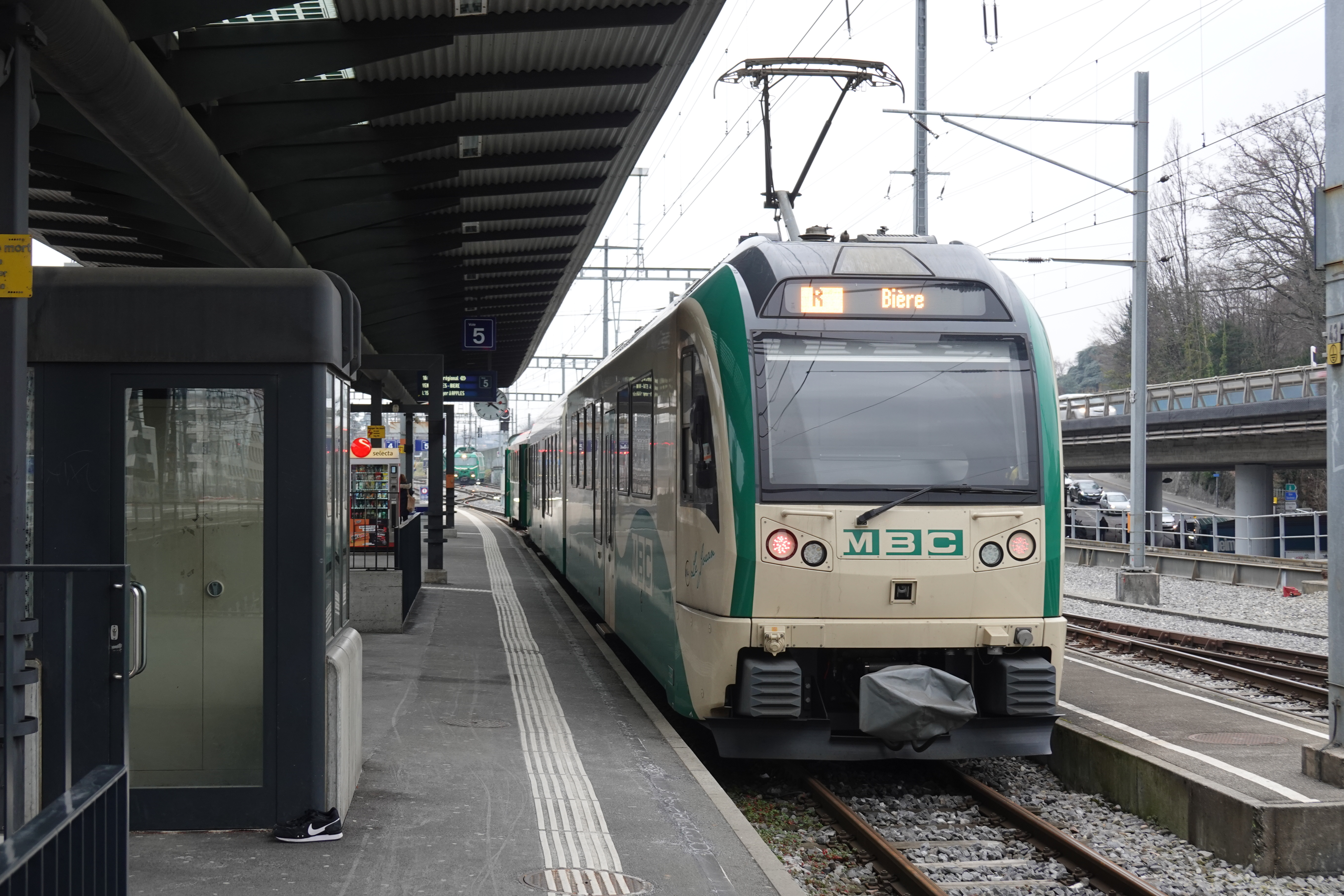
En 2023.
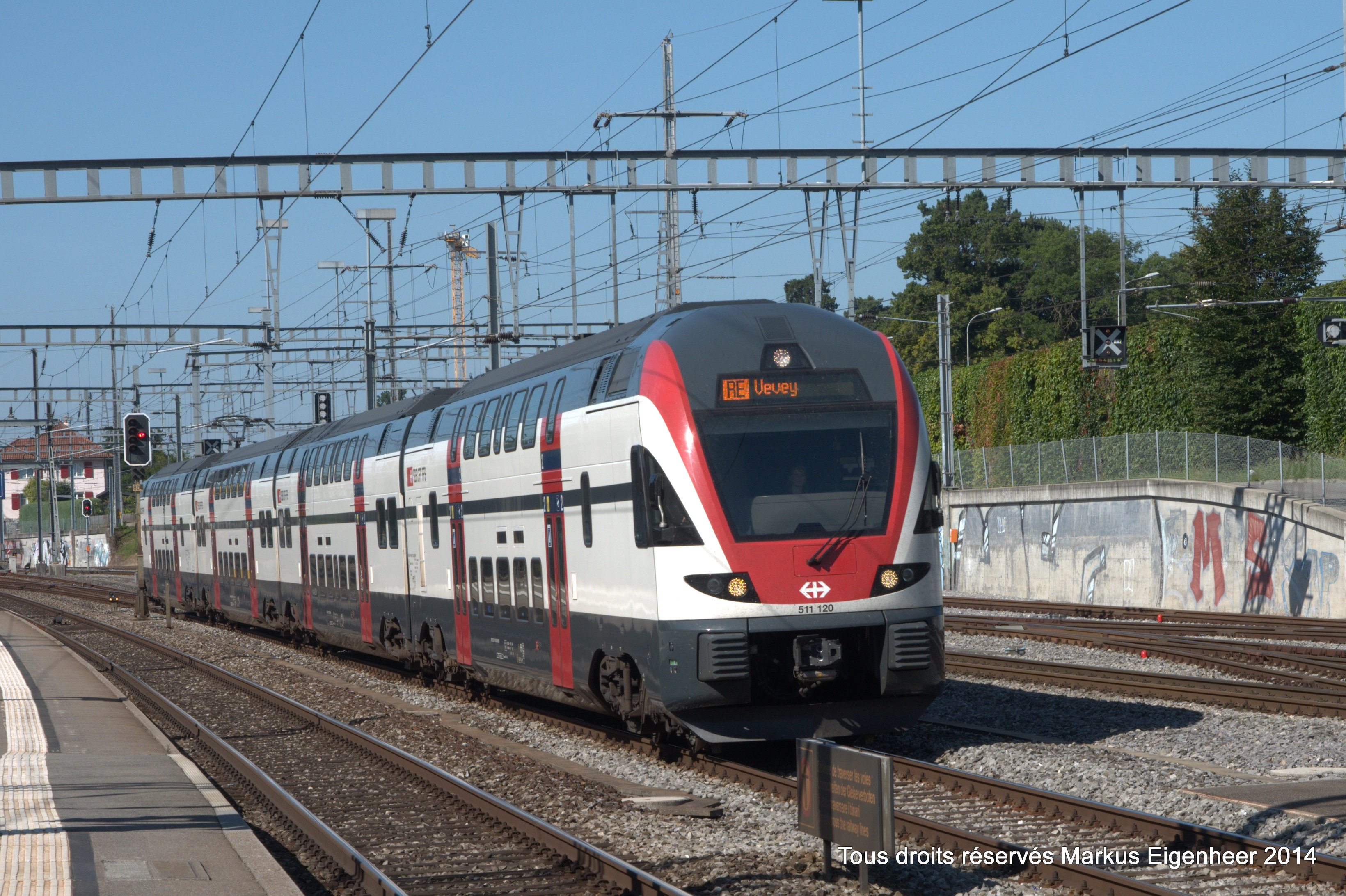
En 2014.
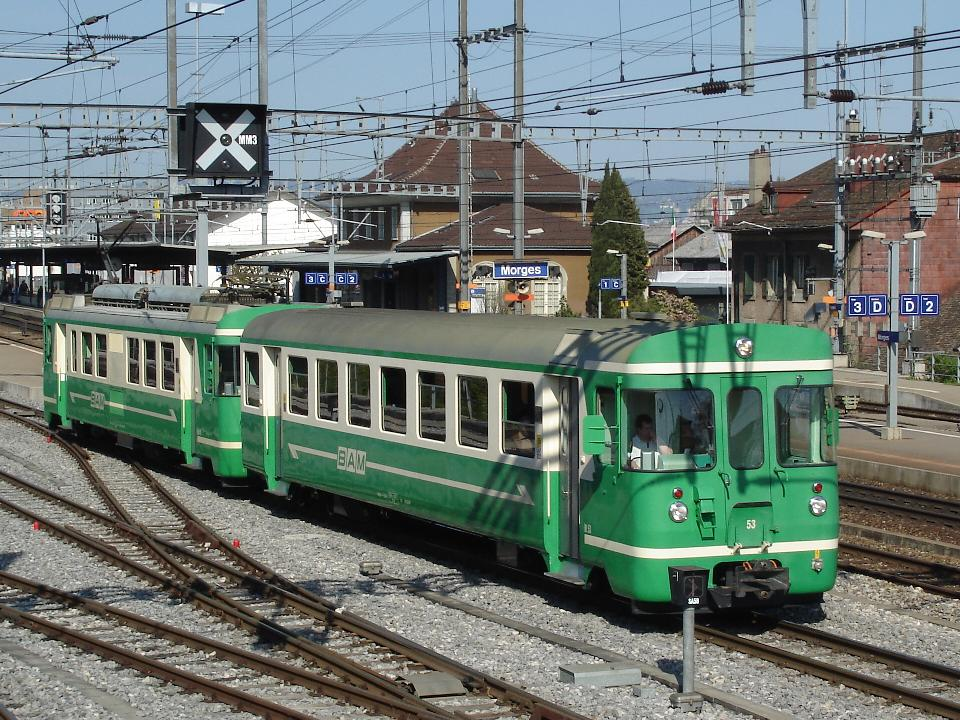
En 2007.

## Patrimoine ferroviaire
Le bâtiment voyageurs d'origine de la gare est toujours présent date de 1861,.

Le bâtiment de la gare
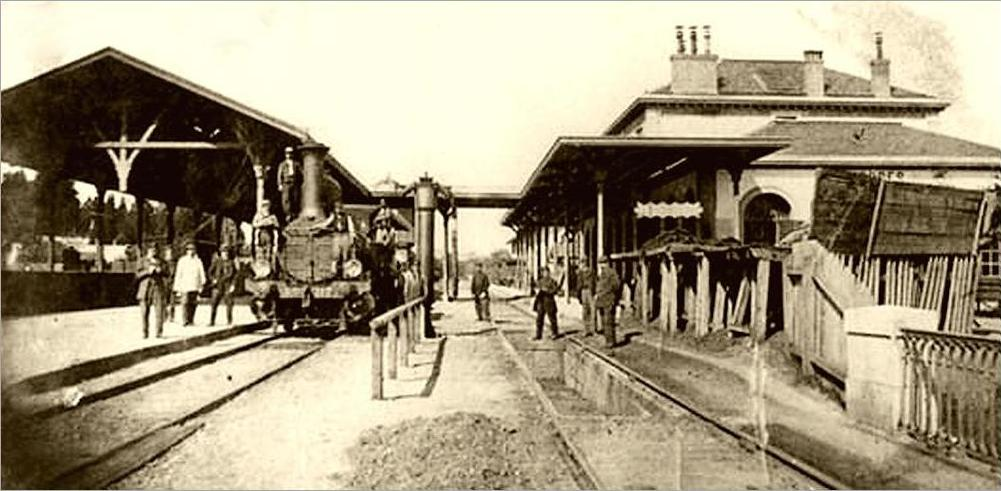
Avant 1872.
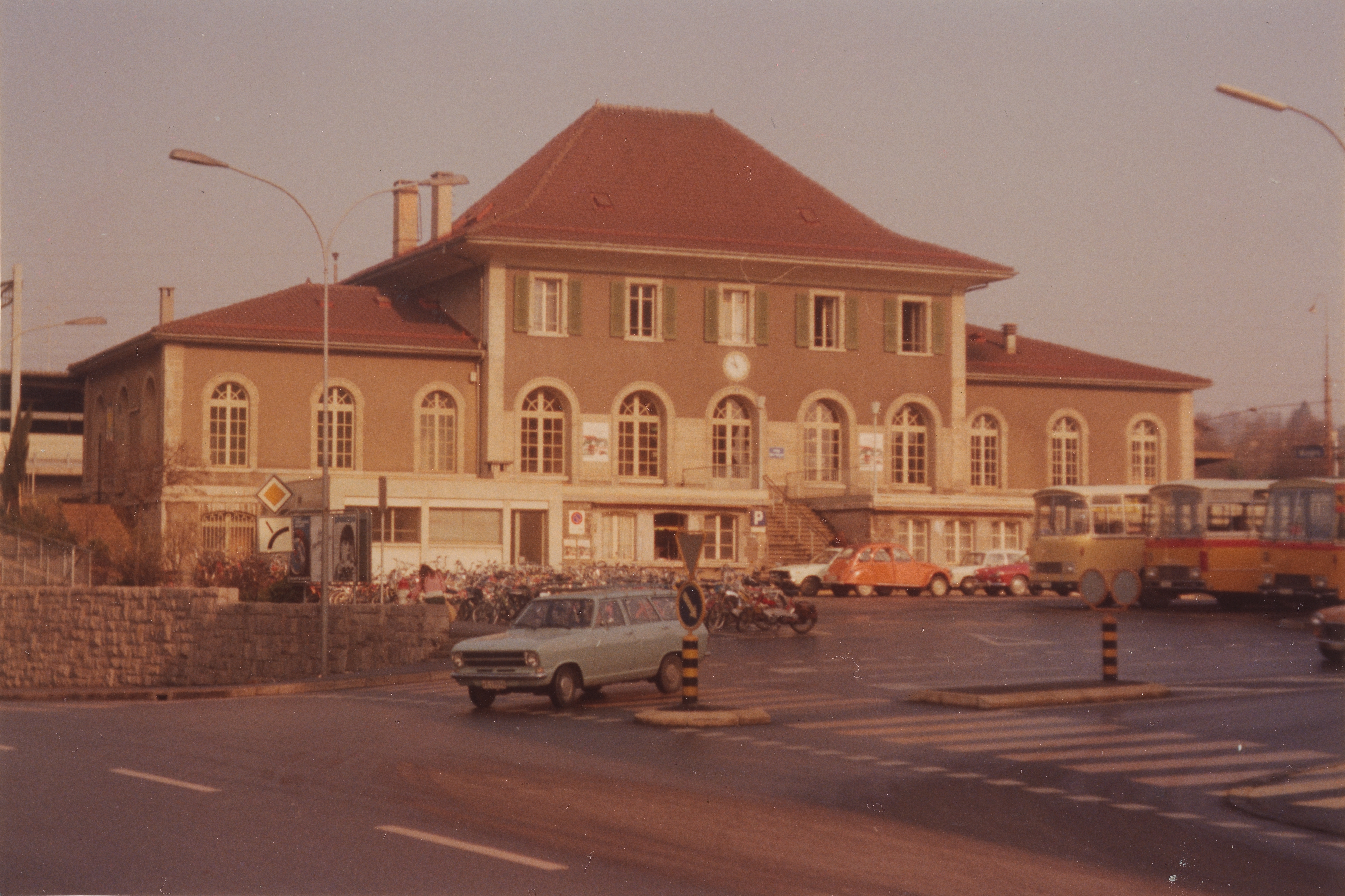
En 1977.
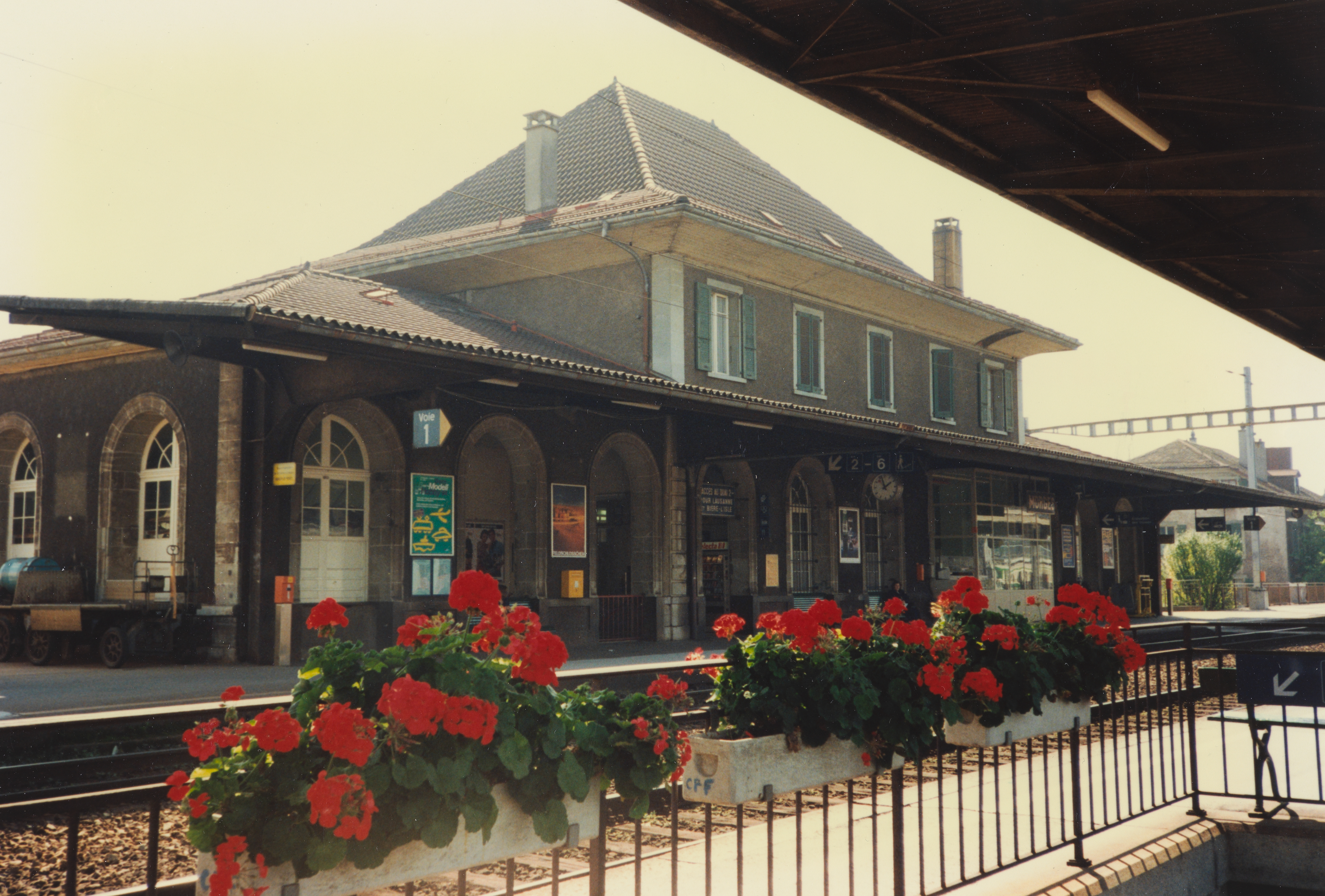
En 1994.
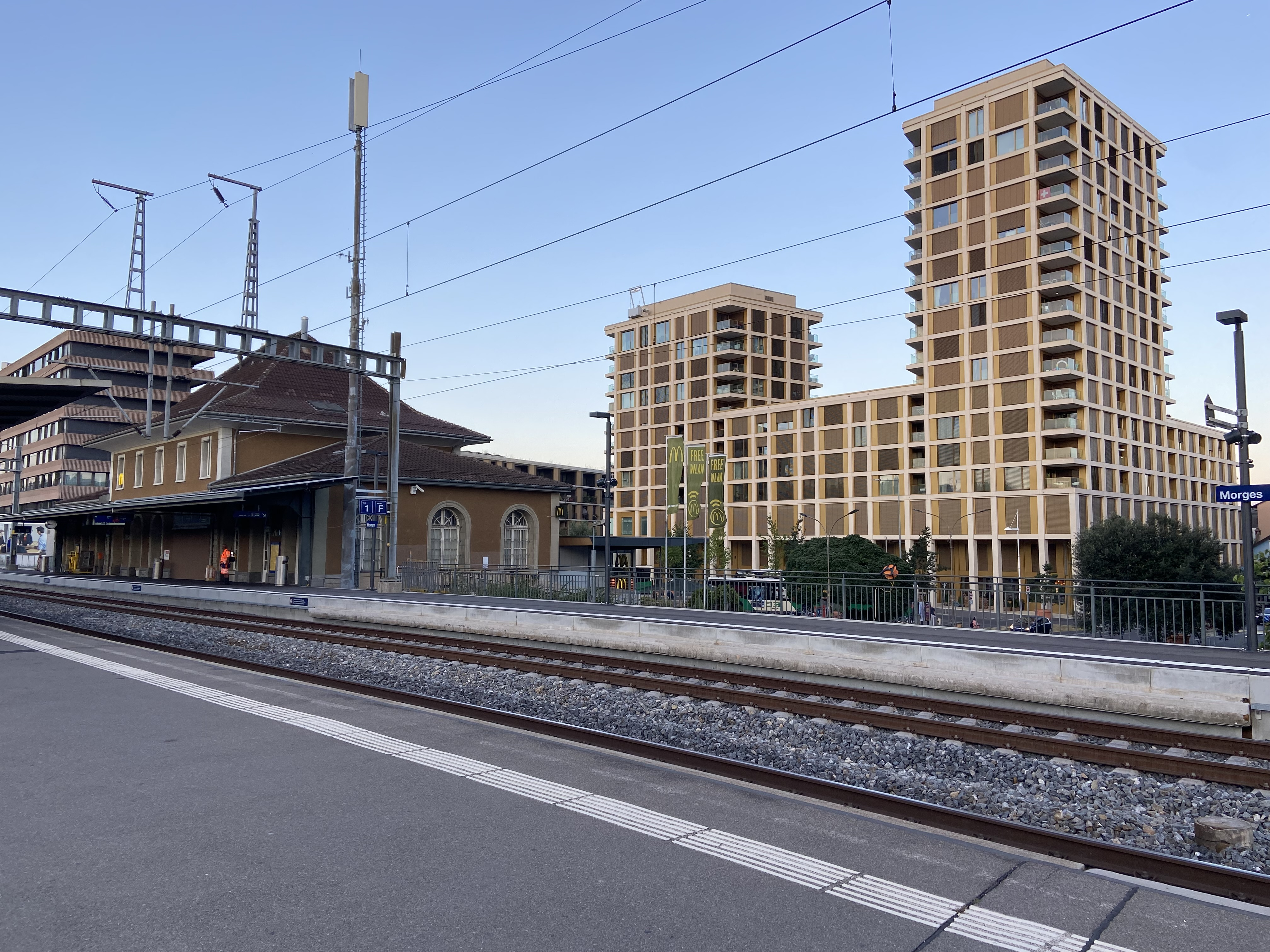
En 2024, entourée du nouveau quartier.

## Projets
Un projet immobilier pour la zone des actuelles halles, parking-relais et du bâtiment de la gare devrait occuper une surface de 22 700 m2. Cette surface devrait être destinée pour 50 % à 70 % à des logements. De plus, un parking de 310 places devrait être créé et le reste de la surface dédié à des activités mixtes. Le nouveau bâtiment de la gare est esquissé pour l'horizon 2030, avec démolition de l'actuel bâtiment. Ce nouveau bâtiment fera environ 12 étages (max 55m).
En 2023 une pétition « Non à une nouvelle muraille défigurant Morges », comportant 2 551 signatures est déposée à l'Hôtel de Ville de Morges. Les pétitionnaires s'opposent à la démolition du bâtiment historique et une redéfinition du projet,,.